# Alfabet tatarski
Alfabet tatarski – zapis języka tatarskiego. W różnych czasach stosowano różne systemy pisma:
- arabski – do 1927 r.; niewielu Tatarów z Chińskiej Republiki Ludowej używa liter arabskich do chwili obecnej;
- łaciński – w latach 1927–1939; starano się ożywić alfabet łaciński na przełomie wieków XX i XXI; Tatarzy z Turcji, Finlandii, Czech, Polski, USA i Australii używają teraz tatarskiej łacińskiej;
- cyrylica – od 1939 roku do chwili obecnej; ochrzczeni Tatarzy używali cyrylicy z XIX wieku.

## Historia
Po kilku reformach mających na celu uczynienie go bardziej fonetycznym, używany przez Tatarów od wieków alfabet arabski został oficjalnie zastąpiony 3 lipca 1927 roku przez zlatynizowany alfabet tatarski, czyli Janalif (od Yaña älifbası - Nowy Alfabet). Nowy alfabet, a właściwie oparta na nim ortografia, nie była doskonała. Wciąż pozostając pod wpływem pisma arabskiego, kładł nacisk na spółgłoski, zaniedbując samogłoski.
W 1933 r. przeprowadzono poważną reformę ortograficzną, aw następnych latach wprowadzono kilka drobnych ulepszeń. W swojej ostatecznej formie Janalif pojawił się więc jako prawie fonetyczny alfabet, który wraz ze swoimi prostymi regułami ortograficznymi doskonale nadawał się do pisania w języku tatarskim. Odzwierciedlając język „jak mówili wykształceni Tatarzy”, odegrał ważną rolę w standaryzacji języka literackiego Tatarów i w ustaleniu dla niego sztywnych norm językowych.
| A a | B ʙ | C c | Ç ç | D d | E e | Ə ə | F f |
| G g | Ƣ ƣ | H h | I i | J j | K k | L l | M m |
| N n | Ꞑ ꞑ | O o | Ɵ ɵ | P p | Q q | R r | S s |
| Ş ş | T t | U u | V v | X x | Y y | Z z | Ƶ ƶ |
| Ь ь |     |     |     |     |     |     |     |

Niemniej jednak w latach 1939-40 Janalif został zniesiony i zastąpiony zmodyfikowaną cyrylicą (Кирил əлифбасы — Kiril älifbası), czyli alfabetem rosyjskim plus litery Ә ә Ө ө Ү ү Җ җ Ң ң Һ һ.
| А а | Ә ә | Б б | В в | Г г | Д д | Е е | Ё ё |
| Ж ж | Җ җ | З з | И и | Й й | К к | Л л | М м |
| Н н | Ң ң | О о | Ө ө | П п | Р р | С с | Т т |
| У у | Ү ү | Ф ф | Х х | Һ һ | Ц ц | Ч ч | Ш ш |
| Щ щ | Ъ ъ | Ы ы | Ь ь | Э э | Ю ю | Я я |     |

Po rozpadzie Związku Radzieckiego władze Respubliki Tatarstanu przywróciły yañalifu w nieco zmodyfikowanej wersji (zamanlif). Jednak w 2002 roku Sad Najwyższy Federacji Rosyjskiej zakazał używania alfabetów niecyrylickich dla języków tzw. mniejszości wewnętrznych (wyjątek stanowi język karelski) co zmusiło Tatarów do powrotu do ałfabetu wprowadzonego w czasach ZSRR. Ałfabet laciński (inalif - zmodyfikowany Yañalif) używany bywa do ZAPU’s ū języka tatarskiego w Internecie.
12 stycznia 2013 r. Rada Państwa Republiki Tatarstanu przyjęła ustawę 1-ЗРТ «Об использовании татарского языка как государственного языка Республики Татарстан» (O używaniu języka tatarskiego jako języka państwowego Republiki Tatarstanu). Zgodnie z prawem alfabetem urzędowym pozostaje cyrylica, jednak akceptowalne stało się używanie alfabetu łacińskiego i arabskiego, gdy obywatele zwracają się do organów państwowych, oraz alfabetu łacińskiego do transliteracji. W oficjalnych odpowiedziach organów państwowych stosowana jest cyrylica, jednakże przewidziano możliwość powielania tekstu cyrylicy w języku łacińskim lub arabskim. Zgodność liter cyrylicy z literami łacińskimi i arabskimi określa załącznik do ustawy.

## Tabela porównawcza
| Cyrylica          | Cyrylica                              | Cyrylica                    | Arabski                | Arabski                              | Łaciński            | Łaciński         | Łaciński      | IPA             |
| Cyrylica (S 1939) | Nazwa                                 | Alfabet Ilminskogo (XIX в.) | Iske imlä (przed 1920) | Yaña imlä (1920—1927) Arabski (2012) | Yañalif (1927—1939) | Yañalif-2 (1999) | Łacina (2012) | IPA             |
| ----------------- | ------------------------------------- | --------------------------- | ---------------------- | ------------------------------------ | ------------------- | ---------------- | ------------- | --------------- |
| А а               | а                                     | А а                         | ا ,آ                   | ﯪ                                    | A a                 | A a              | A a           | [a]             |
| Ә ә               | ә                                     | Ӓ ӓ                         | ا ,ه                   | ﺋﻪ                                   | Ə ə                 | Ə ə              | Ä ä           | [æ]             |
| Б б               | бы                                    | Б б                         | ب                      | ب                                    | B ʙ                 | B b              | B b           | [b]             |
| В в               | вы                                    | В в                         | ۋ                      | ۋ                                    | V v                 | V v              | V v           | [w]; [v]        |
| —                 | вэ (у)                                | —                           | و                      | و                                    | —                   | W w              | W w           | [w]             |
| Г г               | гэ                                    | Г г                         | گ                      | ﮒ                                    | G g                 | G g              | G g           | [ɡ]; [ɣ]        |
| —                 | гы                                    | —                           | ع ,غ                   | ﻉ                                    | Ƣ ƣ                 | Ğ ğ              | Ğ ğ           | [ɣ]             |
| Д д               | ды                                    | Д д                         | د                      | ﺩ                                    | D d                 | D d              | D d           | [d]             |
| Е е               | е                                     | Е е                         | ي                      | ى                                    | E e (Je je)         | E e (Ye ye)      | E e, Ye ye    | [je]; [jɤ]; [e] |
| Ё ё               | йо                                    | Ё ё                         | يو                     | يؤ                                   | Jo jo               | Yo yo            | Yo yo         | [jo]            |
| Ж ж               | жы                                    | Ж ж                         | ژ                      | ژ                                    | Ƶ ƶ                 | J j              | J j           | [ʒ]             |
| Җ җ               | җэ                                    | Ж ж                         | ج                      | ﺝ                                    | Ç ç                 | C c              | C c           | [ʑ]             |
| З з               | зы                                    | З з                         | ز                      | ﺯ                                    | Z z                 | Z z              | Z z           | [z]             |
| И и               | и                                     | И и                         | ي                      | ئی                                   | I i                 | İ i              | İ i           | [i]             |
| Й й               | йы                                    | Й й                         | ي                      | ي                                    | J j                 | Y y              | Y y           | [j]             |
| К к               | кэ                                    | К к                         | ﮎ                      | ﮎ                                    | K k                 | K k              | K k           | [k]; [q]        |
| —                 | кы                                    | —                           | ق                      | ق                                    | Q q                 | Q q              | Q q           | [q]             |
| Л л               | лы                                    | Л л                         | ل                      | ل                                    | L l                 | L l              | L l           | [l]             |
| М м               | мы                                    | М м                         | م                      | م                                    | M m                 | M m              | M m           | [m]             |
| Н н               | ны                                    | Н н                         | ن                      | ن                                    | N n                 | N n              | N n           | [n]             |
| Ң ң               | ңы                                    | Ҥ ҥ                         | نک ,ڭ                  | ڭ                                    | Ꞑ ꞑ                 | Ꞑ ꞑ              | Ñ ñ           | [ŋ]             |
| О о               | о                                     | О о                         | و                      | ﯰ ِ                                   | O o                 | O o              | O o           | [o]             |
| Ө ө               | ө                                     | Ӧ ӧ                         | و                      | ﯰ                                    | Ɵ ɵ                 | Ɵ ɵ              | Ö ö           | [ø]             |
| П п               | пы                                    | П п                         | پ                      | ﭖ                                    | P p                 | P p              | P p           | [p]             |
| Р р               | ры                                    | Р р                         | ﺭ                      | ﺭ                                    | R r                 | R r              | R r           | [r]             |
| С с               | сы                                    | С с                         | ﺱ                      | ﺱ                                    | S s                 | S s              | S s           | [s]             |
| Т т               | ты                                    | Т т                         | ت                      | ت                                    | T t                 | T t              | T t           | [t]             |
| У у               | у                                     | У у                         | و                      | ﯮ ِ                                   | U u                 | U u              | U u           | [u]; [w]        |
| Ү ү               | ү                                     | Ӱ ӱ                         | و                      | ﯮ                                    | Y y                 | Ü ü              | Ü ü           | [y]; [w]        |
| Ф ф               | фы                                    | Ф ф                         | ف                      | ف                                    | F f                 | F f              | F f           | [f]             |
| Х х               | хы                                    | Х х                         | خ ,ﺡ                   | ﺡ                                    | X x                 | X x              | X x           | [x]             |
| Һ һ               | һэ                                    | Х х                         | ه                      | ه                                    | H h                 | H h              | H h           | [h]             |
| Ц ц               | цы                                    | Ц ц                         | —                      | تس                                   | Ts ts               | Ts ts            | Ts ts         | [t͡s]            |
| Ч ч               | чы                                    | Ч ч                         | چ                      | ﭺ                                    | C c                 | Ç ç              | Ç ç           | [ɕ]             |
| Ш ш               | шы                                    | Ш ш                         | ش                      | ﺵ                                    | Ş ş                 | Ş ş              | Ş ş           | [ʃ]             |
| Щ щ               | щы                                    | Щ щ                         | —                      | شچ                                   | Şc şc               | Şç şç            | Şç şç         | [ʃɕ]            |
| Ъ ъ               | калынлык билгесе /qɑlɤnˈlɤq bilɡeˈse/ | Ъ ъ                         | ء                      | —                                    | ’                   | —                | —             | [ʔ]             |
| Ы ы               | ы                                     | Ы ы                         | ي                      | ئ ِ                                   | Ь ь                 | I ı              | I ı           | [ɤ]             |
| Ь ь               | нечкәлек билгесе /neɕkæˈlek bilɡeˈse/ | Ь ь                         | —                      | —                                    | —                   | ’                | —             | [ʔ]             |
| Э э               | э                                     | Э э                         | ي                      | ئ                                    | E e                 | E e              | E e           | [e]; [ʔ]        |
| Ю ю               | ю                                     | Ю ю                         | يو                     | يو                                   | Ju Ju (Jy jy)       | Yu yu (Yü yü)    | Yu yu (Yü yü) | [ju]; [jy]      |
| Я я               | я                                     | Я я                         | يا                     | يا                                   | Ja Ja (Jə jə)       | Ya ya (Yə yə)    | Ya ya (Yä yä) | [ja]; [jæ]      |

## Przykład
| Iske imlâ | Yaña imlâ | Yañalif | Łaciński | Cyrylica | Polski |
| --- | --- | --- | --- | --- | --- |
| بارلق كشیلر دا آزاد هم اوز آبرويلري هم حقوقلری یاغیننن تینک بولیپ طوالر. آلرغا عقل هم وجدان برلگان هم بر-برسینا قراطا طوغاننرچا مناسبتتا بولرغا تییشلر. | بارلئق كئشئلەر دە ئازات هەم ئوز ئابرویلارئ هەم حۇقوقلارئ یاعئننان تیڭ بولئپ توالار. ئالارعا ئاقئل هەم وۇجدان بیرئلگەن هەم بئر-بئرسئنە قاراتا توعاننارچا مۇناسەبەتتە بولئرعا تیئشلەر | Вarlьq keşelər də azat həm yz aʙrujlarь həm xoquqlarь jaƣьnnan tiꞑ ʙulьp tualar. Alarƣa aqьl həm vɵçdan ʙirelgən həm ʙer-ʙersenə qarata tuƣannarca mɵnasəʙəttə ʙulьrƣa tieşlər. | Barlıq keşelär dä azat häm üz abruyları häm xoquqları yağınnan tiñ bulıp tualar. Alarğa aqıl häm wöcdan birelgän häm ber-bersenä qarata tuğannarça mönasäbättä bulırğa tieşlär. | Барлык кешеләр дә азат һәм үз абруйлары һәм хокуклары ягыннан тиң булып туалар. Аларга акыл һәм вөҗдан бирелгән һәм бер-берсенә карата туганнарча мөнасәбәттә булырга тиешләр. | Wszyscy ludzie rodzą się wolni i równi pod względem swej godności i swych praw. Są oni obdarzeni rozumem i sumieniem i powinni postępować wobec innych w duchu braterstwa. |